# Cuenta complementaria de balance al 1×1
La cuenta complementaria de balance al 1x1 es un sistema contable que consiste en abonar o cargar a la cuenta de proveedores extranjeros a la equilavencia del 1x1 registrando la diferencia entre este y el tipo real en la cuenta complementaria de proveedores extranjeros. 
En método se supone que la equivalencia de la moneda nacional del país que se trate con respecto a la extranjera es a la par, es decir que la unidad monetaria del primer país equivale a un dólar, a una libra, a un yen, etc, aunque el tipo de cambio de la moneda de que se trate sea mayor o menor que la nuestra.
Este procedimiento tiene la ventaja de que para determinar el pasivo en moneda extranjera basta con ver el saldo de la cuenta de proveedores extranjeros y para determinar la utilidad o pérdida en cambios, únicamente se multilplica el saldo de la cuenta de proveedores extranjeros por el tipo de cambio de la fecha que se requiera y la diferencia entre el pasivo real y el pasivo en libros, se carga o se abona según sea el caso a la cuenta plementearia de proveedores extranjeros.

## Ejemplos
Se compra a crédito mercancía por un total en dólares de 15,000 estando el tipo de cambio a la fecha de la facturación a $17.80. 
| Cargo                               | Abono                                                                                  |
| ----------------------------------- | -------------------------------------------------------------------------------------- |
| - Mercancías en tránsito: $267,000. | - Proveedores extranjeros: $15,000. - Complemetaria proveedores extranjeros: $252,000. |

Suponiendo que se hace un pago a cuenta por la cantidad de 4,000 dlrs estando el tipo de cambio a $17.30
| Cargo                                                                                 | Abono              |
| ------------------------------------------------------------------------------------- | ------------------ |
| - Proveedores extranjeros: $4,000. - Complementaria proveedores extranjeros: $65,200. | - Bancos: $69,200. |

A la fecha del día del balance general, el tipo de cambio es de 18.10 dlrs.
| Pasivo en libros: (11,000 + 186,800) | $197,800 |
| ------------------------------------ | -------- |
| Pasivo real: (11,000 x 18.10)        | $199,100 |

En este caso se tendría una pérdida en cambios ya que al restar $197,800 - $199,100 = $1,300 y se tendría que realizar un último asiento contable que sería: 
| Cargo                         | Abono                                             |
| ----------------------------- | ------------------------------------------------- |
| - Gastos financieros: $1,300. | - Complementaria proveedores extranjeros: $1,300. |